# Gouvernement Ciolacu I
Pour les articles homonymes, voir Gouvernement Ciolacu.
Roumanie
Ciucă Ciolacu II
Le gouvernement Ciolacu I (en roumain : Guvernul Marcel Ciolacu (1)) est le gouvernement de la Roumanie entre le 15 juin 2023 et le 23 décembre 2024, sous la 9e législature de la Chambre des députés et du Sénat.
Il est dirigé par le social-démocrate Marcel Ciolacu, dont le PSD est arrivé premier aux élections législatives et a formé une grande coalition avec le PNL. Il succède au gouvernement de Nicolae Ciucă, reposant sur une coalition presque identique, et cède le pouvoir au gouvernement Ciolacu II, élargi à l'UDMR.

## Mandat
Ce gouvernement est dirigé par le nouveau Premier ministre social-démocrate Marcel Ciolacu, ancien ministre de la Défense. Il est constitué et soutenu par une grande coalition entre le Parti social-démocrate (PSD) et le Parti national libéral (PNL). Ensemble, ils disposent de 188 députés sur 330, soit 57 % des sièges de la Chambre des députés, et de 87 sénateurs sur 136, soit 64 % des sièges du Sénat.
Il succède donc au gouvernement de Nicolae Ciucă, constitué du PNL, du PSD et de l'UDMR.

### Formation
Le 21 novembre 2021, le PNL, le PSD et l'UDMR concluent un accord de coalition sur le principe d'une rotation entre les deux partis après 18 mois entre Nicolae Ciucă et le président du PSD, Marcel Ciolacu, ainsi que sur la répartition des ministères,.
Le 17 mai 2023, conformément à l'accord de coalition, Ciucă annonce sa démission, effective initialement le 26 mai. À la demande du président Iohannis, il décide finalement de la reporter du fait de la grève des enseignants. Il démissionne effectivement le 12 juin, au lendemain de la fin de cette grève, l'une des plus importantes ces dernières années et qui a vu des dizaines de milliers de personnes sortir dans les rues. Le ministre de la Justice Cătălin Predoiu assure l'intérim.
Le 13 juin, Marcel Ciolacu est chargé de former un gouvernement. Il présente sa composition le jour même. Le ministère des Sports a notamment été supprimé.
Le 14 juin, les ministres désignés sont approuvés par les commissions parlementaires. La réunion des deux chambres du Parlement est prévue pour le 15 juin à partir de midi. Présenté aux députés et sénateurs, le gouvernement remporte le vote de confiance à 15 h par 290 voix pour et 95 contre, la majorité requise étant d'au moins 234 voix, puis est assermenté deux heures plus tard.

## Composition

### Initiale (15 juin 2023)
- Par rapport au gouvernement Ciucă, les nouveaux ministres sont indiqués en gras et ceux ayant changé d'attribution en italique.

| Poste                                                                 | Titulaire | Titulaire                                                   | Parti |
| --------------------------------------------------------------------- | --------- | ----------------------------------------------------------- | ----- |
| Premier ministre                                                      |           | Marcel Ciolacu                                              | PSD   |
| Vice-Premier ministre                                                 |           | Marian Neacșu                                               | PSD   |
| Vice-Premier ministre Ministre des Affaires intérieures               |           | Cătălin Predoiu                                             | PNL   |
| Ministre des Transports et des Infrastructures                        |           | Sorin Grindeanu                                             | PSD   |
| Ministre des Finances                                                 |           | Marcel Boloș                                                | PNL   |
| Ministre des Affaires étrangères                                      |           | Luminița Odobescu                                           | PNL   |
| Ministre de la Justice                                                |           | Alina Gorghiu                                               | PNL   |
| Ministre de la Défense nationale                                      |           | Angel Tîlvăr                                                | PSD   |
| Ministre de l'Économie                                                |           | Radu Ștefan Oprea                                           | PSD   |
| Ministre de l'Énergie                                                 |           | Sebastian Burduja                                           | PNL   |
| Ministre de la Santé                                                  |           | Alexandru Rafila                                            | PSD   |
| Ministre de l'Agriculture et du Développement rural                   |           | Florin Barbu                                                | PSD   |
| Ministre de l'Environnement, des Eaux et des Forêts                   |           | Mircea Fechet                                               | PNL   |
| Ministre du Développement, des Travaux publics et de l'Administration |           | Adrian Veștea                                               | PNL   |
| Ministre des Investissements et des Projets européens                 |           | Adrian Câciu                                                | PSD   |
| Ministre du Travail et de la Protection sociale                       |           | Marius Budăi (jusqu'au 17/07/2023) Marian Neacșu a.i.       | PSD   |
| Ministre de l'Éducation                                               |           | Ligia Deca                                                  | Sans  |
| Ministre de la Recherche, de l'Innovation et du Numérique             |           | Ivan Bogdan Gruia                                           | PSD   |
| Ministre de la Culture                                                |           | Raluca Turcan                                               | PNL   |
| Ministre de la Famille, la Jeunesse et de l'Égalité des chances       |           | Gabriela Firea (jusqu'au 14/07/2023) Ivan Bogdan Gruia a.i. | PSD   |

### Remaniement du 19 juillet 2023
- Les nouveaux ministres sont indiqués en gras et ceux ayant changé d'attribution en italique.

| Poste                                                                 | Titulaire | Titulaire              | Parti |
| --------------------------------------------------------------------- | --------- | ---------------------- | ----- |
| Premier ministre                                                      |           | Marcel Ciolacu         | PSD   |
| Vice-Premier ministre                                                 |           | Marian Neacșu          | PSD   |
| Vice-Premier ministre Ministre des Affaires intérieures               |           | Cătălin Predoiu        | PNL   |
| Ministre des Transports et des Infrastructures                        |           | Sorin Grindeanu        | PSD   |
| Ministre des Finances                                                 |           | Marcel Boloș           | PNL   |
| Ministre des Affaires étrangères                                      |           | Luminița Odobescu      | PNL   |
| Ministre de la Justice                                                |           | Alina Gorghiu          | PNL   |
| Ministre de la Défense nationale                                      |           | Angel Tîlvăr           | PSD   |
| Ministre de l'Économie                                                |           | Radu Ștefan Oprea      | PSD   |
| Ministre de l'Énergie                                                 |           | Sebastian Burduja      | PNL   |
| Ministre de la Santé                                                  |           | Alexandru Rafila       | PSD   |
| Ministre de l'Agriculture et du Développement rural                   |           | Florin Barbu           | PSD   |
| Ministre de l'Environnement, des Eaux et des Forêts                   |           | Mircea Fechet          | PNL   |
| Ministre du Développement, des Travaux publics et de l'Administration |           | Adrian Veștea          | PNL   |
| Ministre des Investissements et des Projets européens                 |           | Adrian Câciu           | PSD   |
| Ministre du Travail et de la Protection sociale                       |           | Simona Bucura-Oprescu  | PSD   |
| Ministre de l'Éducation                                               |           | Ligia Deca             | Sans  |
| Ministre de la Recherche, de l'Innovation et du Numérique             |           | Ivan Bogdan Gruia      | PSD   |
| Ministre de la Culture                                                |           | Raluca Turcan          | PNL   |
| Ministre de la Famille, la Jeunesse et de l'Égalité des chances       |           | Natalia-Elena Intotero | PSD   |